# Vorvertrag
Der Vorvertrag (lateinisch pactum de contrahendo) ist ein schuldrechtlicher Vertrag, durch den die Verpflichtung der Vertragsparteien begründet wird, einen weiteren (anderen) schuldrechtlichen Vertrag, den Hauptvertrag, abzuschließen. Es handelt sich um ein Verpflichtungsgeschäft, das durch den Abschluss des Hauptvertrags erfüllt wird. Es verpflichtet sich mithin jemand, sich später erneut zu verpflichten. 

## Allgemeines
Der Vorvertrag bereitet die Entstehung eines Hauptvertrages vor. Kein Vorvertrag ist deshalb ein schuldrechtlicher Vertrag (etwa der Kaufvertrag), dessen Erfüllung einen dinglichen Vertrag (im Beispiel: Einigung über Eigentumsübergang) erfordert. Da der Vorvertrag eigenständige schuldrechtliche Verpflichtungen begründet, sind die gegenseitigen Ansprüche aus einem Vorvertrag einklagbar. Er ist im Gesetz mit Ausnahme des Verlöbnisses (§ 1297 BGB) nicht geregelt; seine Zulässigkeit ergibt sich aber aus dem Grundsatz der Vertragsfreiheit und durch die Rechtsprechung. Durch ihn wird vertraglich ein Kontrahierungszwang begründet. Aus dem Vorvertrag erwächst eine Verhandlungspflicht, deren Gegenstand die Vertragsbedingungen sind, deren Regelung von den Vertragsparteien dem Hauptvertrag vorbehalten worden sind und die darum auch erst in diesem niederzulegen sind. Wenn für den Abschluss des Hauptvertrages eine bestimmte Form vorgeschrieben ist, dann muss diese Form auch beim Abschluss des Vorvertrages eingehalten werden.

## Inhalt
Der Vorvertrag ist zwar gesetzlich nicht geregelt, doch handelt es sich um einen schuldrechtlichen Vertrag, der die Verpflichtung zum späteren Abschluss eines Hauptvertrages begründet. Ein Vorvertrag verpflichtet somit die Parteien zum Abschluss des Hauptvertrages. In einem Vorvertrag sind bereits die wesentlichen Vertragsbestandteile des späteren Hauptvertrages enthalten. Die Durchführung des Hauptvertrages ist in diesem Fall im Gegensatz zur bloßen Absichtserklärung oder dem Memorandum of Understanding einklagbar. Der Abschluss eines Vorvertrages bietet sich beispielsweise an, wenn dem Hauptvertrag noch tatsächliche oder rechtliche Hindernisse entgegenstehen (z. B. die Baugenehmigung). Die Verpflichtung zum Abschluss des Hauptvertrages kann in einem solchen Fall im Vorvertrag unter die Bedingung gestellt werden, dass ein bestimmtes Ereignis eintritt bzw. das Hindernis fortfällt. Ein Vorvertrag kann auch so gestaltet sein, dass nur eine Partei gebunden wird, die andere jedoch keinerlei Pflichten zum Vertragsschluss übernimmt.
Der Bundesgerichtshof hatte in einem Urteil vom 12. Mai 2006 über einen Vorvertrag zu befinden. Es ging um die beim Immobilienerwerb nicht seltene „Kaufoption“. Danach wurde eine notariell beurkundete Kaufoption vom BGH als aufschiebend bedingter Vorvertrag ausgelegt. Eine solche Auslegung sei dem BGH zufolge nicht nur möglich, sondern auch naheliegend, weil nur sie der lediglich schriftlichen Erklärung, die nach der unter Mitwirkung eines Notars vereinbarten Kaufoption für die Ausübung des Optionsrechts genügen soll, zur Wirksamkeit verhelfe. Die Parteien seien nicht gehindert, sich durch den Abschluss eines Vorvertrags zunächst nur hinsichtlich einzelner Punkte zu binden und die Bereinigung der offen gebliebenen Punkte einer späteren Verständigung im Hauptvertrag vorzubehalten. Im Hinblick auf die notarielle Beurkundung der Vereinbarung stehe der Bindungswille der Parteien außer Zweifel. Soweit die Einzelheiten der zu treffenden Regelungen einem abzuschließenden Hauptvertrag vorbehalten seien, führe das Fehlen der Einigung der Vertragsparteien nur dann zur Unwirksamkeit des Vorvertrags, wenn die Parteien den nicht geregelten Punkt für wesentlich angesehen haben.
Inhaltlich sei es im Übrigen zwar erforderlich, aber auch ausreichend, dass die wesentlichen Bestandteile des Hauptvertrags und die Verpflichtung, über die weiteren Einzelheiten des abzuschließenden Vertrages eine Einigung herbeizuführen, festgelegt sind. Zu beachten ist lediglich, dass der Vorvertrag in der Form des Hauptvertrages abgefasst sein muss, weil er sonst wegen Formmangels nichtig ist.
Ein typischer Vorvertrag ist die Deckungszusage des Versicherers, die vor Abschluss eines Versicherungsvertrages und vor Zahlung der Erstprämie dem Versicherungsnehmer oder der versicherten Person vorläufige Deckung gewährt. Sie ist ein Vorvertrag, der sich aus § 49 Abs. 1 VVG ergibt und für den Versicherungsnehmer nicht bindend ist.

## Österreich
Im Vorvertrag werden nach österreichischem Recht wesentliche Punkte des Hauptvertrages festgehalten. Er stellt eine Vereinbarung (§ 936 ABGB) zum Abschluss eines Hauptvertrages dar. Kommt der Hauptvertrag zu dem im Vorvertrag vereinbarten Zeitpunkt nicht zustande, so kann binnen Jahresfrist auf Abschluss des Vertrages geklagt werden. Wird diese Klage binnen Jahresfrist nicht eingereicht, erlischt das Recht auf Vertragsabschluss. Beruft sich ein Vertragspartner erfolgreich auf veränderte Umstände bzw. auf den Wegfall der Geschäftsgrundlage, kann der Abschluss des Hauptvertrages nicht erzwungen werden. Grundlegende gesetzliche oder wirtschaftliche Änderungen können Gründe für die Berufung auf die sogenannte „Umstandsklausel“ (lateinisch Clausula rebus sic stantibus) sein.

## Schweiz
Vertragliche Verpflichtungen zum Vertragsschluss gibt es beim Vorvertrag auch in der Schweiz, wo durch Vertrag die Verpflichtung zum Abschluss eines künftigen Vertrages begründet werden kann (Art. 22 Abs. 1 OR). Der Vorvertrag auf Abschluss eines Hauptvertrages über den Kauf eines Grundstückes wird als Reservationsvereinbarung bezeichnet und ist formbedürftig (Art. 22 Abs. 2 OR). Er begründet ein Vorkaufsrecht an der betreffenden Immobilie.